# 維拉科塔山 (安塔班巴-瓦伊納科塔斯)
14°40′25″S 72°39′29″W / 14.67361°S 72.65806°W
維拉科塔山（Wila Quta），是秘魯的山峰，位於該國南部阿普里馬克大區和阿雷基帕大區，由安塔班巴區和瓦伊納科塔斯區負責管轄，屬於萬索山脈的一部分，海拔高度5,100米。